# Kajang (Selangor)
Pour les articles homonymes, voir Kajang.
Kajang (chinois : 加影 ; pinyin : Kéjiáng) est un mukim, une circonscription d'état et la plus grande ville du district de Hulu Langat, Selangor, en Malaisie.